# Henri Schmit
Henri Schmitt, né en 1851 à Reims et mort le 15 décembre 1904 à Monaco, est un architecte français.

## Biographie
Henri Schmitt nait le 8 septembre 1851, au domicile de ses parents n°25 de la Rue Pluche, à Reims, dans la Marne (51), fils de Jean Schmitt, 25 ans, serrurier, et Anne-Françoise Hansen, 23 ans (d’origines hollandaises). Autodidacte, il se spécialise d'abord dans l'architecture de théâtre. Doué en dessin et décoration, Schmitt poursuit sa carrière entre deux pôles : Paris d'une part, et Monaco d'autre part où il concentre sa plus importante activité. Il y est directeur général des travaux d'architecte de la Société des bains de mer de Monaco et travaille sur des édifices publics et privés de la principauté,,. Il réalise notamment les plans du café de Paris, transforme l'opéra de Monte-Carlo entre 1897 et 1899, est aussi l'auteur du cirque municipal et de l'hôtel de la Caisse d'épargne de Troyes ou encore, avec R. Debry, du pavillon de l'Uruguay à l'Exposition universelle de 1889,. Il décède « subitement » le 15 décembre 1904, à 6 h 30, à Monaco, dans le pavillon Prince-Albert de l'hôtel-Dieu,. Ses obsèques sont célébrées le 19 à Paris, en l'église Saint-Augustin, qui accueille une « grande affluence, mais de dilettantes et d'artistes autant que d'architectes ».Il est inhumé au Cimetière du Père Lachaise. 